# Vireó de Puerto Rico
El vireó de Puerto Rico (Vireo latimeri) és un ocell de la família dels vireònids (Vireonidae).

## Hàbitat i distribució
Habita la vegetació baixa de les terres altes i arbusts costaners de Puerto Rico, a excepció de la zona oriental.